# فیلم ماپت‌ها
فیلم ماپت‌ها (انگلیسی: The Muppet Movie) یک فیلم موزیکال کمدی و جاده‌ای به کارگردانی جیمز فراولی است که در سال ۱۹۷۹ منتشر شد.

## گزیدهٔ عوامل

### بازیگران
- چارلز دارنینگ
- آستین پندلتن
- اسکات واکر
- بروس کیربی
- جیمز فراولی
- ملیندا دیلون

### عروسک‌گردانان
- جیم هنسن در نقش کرمیت قورباغه
- فرانک اوز در نقش میس پیگی و خرس فوزی
- جری نلسن
- ریچارد هانت
- کارول اسپینی

### حضور افتخاری
- فرانک اوز در نقش یکی از اعضاء باشگاه موتورسواری یاغی
- تیم برتون
- جان لندیس
- دام دی‌لوئیس
- جیمز کابرن
- مدلین کان
- تلی ساوالاس
- کارول کین
- پال ویلیامز
- میلتون برل
- الیوت گولد
- ادگار برگن
- باب هوپ
- ریچارد پرایر
- استیو مارتین
- مل بروکس
- کلوریس لیچمن
- اورسن ولز